# Persona (serie de televisión)
Persona (en hangul, 페르소나; romanización revisada, Pereusona) es una serie de televisión web de antología surcoreana protagonizada por Lee Ji-eun. Contiene cuatro historias separadas, cada una dirigida por un director diferente. La primera temporada fue estrenada el 11 de abril de 2019. Una segunda temporada se espera para 2020.

## Reparto

### Temporada 1 (2019)
Principal
- Lee Ji-eun es IU/Eun/Han-na/Ji-eun.[2]

«Suerte en el amor»
- Bae Doona es Doona.
- Kim Tae-hoon es el padre de IU.
- Pierce Conran es Pierce.

«La coleccionista»
- Park Hae-soo es Baek Jeong-u.
- Jung Ki-hoon es el amigo de yoga de Eun.
- Bae So-young es Ji-soo.
- Jo Hyuk-sub es el novio de Ji-soo.
- Andrew Royce Beasley es un amigo extranjero de Eun.
- Mario Leon Adrion es un amigo extranjero de Eun.

«El beso prohibido»
- Shim Dal-gi es Hye-bok.[3]
- Lee Sung-wook es Jung-geun.

«Pasear de noche»
- Jung Joon-won es K.[4][5]

## Episodios

### Temporada 1 (2019)
| N.º | Título              | Dirigido por  | Escrito por   | Fecha de emisión original |
| --- | ------------------- | ------------- | ------------- | ------------------------- |
| 1 | «Suerte en el amor» | Lee Kyoung-mi | Lee Kyoung-mi | 11 de abril de 2019       |
| IU y Donna se enfrentan en un intenso partido de tenis, por la situación sentimental del padre de IU y novio de Donna. |                     |               |               |                           |
| 2 | «La coleccionista»  | Yim Pil-sung  | Yim Pil-sung  | 11 de abril de 2019       |
| La joven Eun le confiesa a su pareja, un hombre maduro llamado Baek Jeong-u, que se fue de viaje a una isla desierta con dos hombres extranjeros sin avisar. Confundido, el novio le pide explicaciones mientras ella parece querer otra cosa. |                     |               |               |                           |
| 3 | «El beso prohibido» | Jeon Go-woon  | Jeon Go-woon  | 11 de abril de 2019       |
| Han-na y Hye-bok, dos amigas de la escuela, experimentan situaciones como el primer beso y los cigarrillos, mientras se enfrentan a la realidad de un padre abusivo, Jung-geun, del que quieren vengarse.                                      |                     |               |               |                           |
| 4 | «Pasear de noche»   | Kim Jong-kwan | Kim Jong-kwan | 11 de abril de 2019       |
| Ji-eun y K, novios, pasean y hablan en un sueño, sobre temas como la vida y la muerte. Finalmente, K descubre que Ji-eun esta muerta. |                     |               |               |                           |

## Estreno
La primera temporada sería estrenada originalmente en Netflix el 5 de abril de 2019, pero se pospuso al 11 de abril por respeto a las víctimas del incendio de la provincia de Gangwon.

## Producción
Mystic Story reveló el 23 de octubre de 2019 que habían decidido suspender temporalmente la producción de la segunda temporada ya que Sulli, quien fue elegida como la protagonista principal, estaba filmando el segundo de los cinco episodios planeados para la serie cuando ella murió.

## Recepción
En Rotten Tomatoes, la serie tiene una calificación de aprobación del 78% basada en 10 reseñas. Persona fue el sexto programa más popular en Netflix en Corea del Sur en 2019.